# ? (album de Neal Morse)
Pour les articles homonymes, voir ?.
Albums de Neal Morse
Inner Circle CD #3
(2005) Hit Man
(2005)
? est un album concept du groupe américain Neal Morse, sorti le 1er novembre 2005  sur le label InsideOut Music.

## Liste des pistes
Toutes les chansons ont été écrites par Neal Morse sauf celles mentionnées :
| 1.    | The Temple of the Living God                     | 6:13 |
| 2.    | Another World                                    | 2:36 |
| 3.    | The Outsider (Randy George, Morse, Mike Portnoy) | 2:21 |
| 4.    | Sweet Elation                                    | 2:32 |
| 5.    | In the Fire                                      | 7:24 |
| 6.    | Solid as the Sun                                 | 6:12 |
| 7.    | The Glory of the Lord                            | 1:41 |
| 8.    | Outside Looking In                               | 4:19 |
| 9.    | 12                                               | 6:46 |
| 10.   | Entrance                                         | 6:22 |
| 11.   | Inside His Presence                              | 5:30 |
| 12.   | The Temple of the Living God                     | 4:27 |
| 56:23 |                                                  |      |

## Musiciens
- Neal Morse – clavier, guitares, chant
- Mike Portnoy – batterie
- Randy George – basse
- Jordan Rudess – clavier
- Roine Stolt – guitares
- Alan Morse – guitares
- Steve Hackett – guitares
- Mark Leniger – guitares
- Chris Carmichael – violon, violoncelle
- Michael Thurman – cor
- Rachel Rigdon – violon
- Jim Hoke – saxophone
- Debbie Bresee – chœur
- Jay Dawson – cornemuse
- Revonna Cooper – chant
- Amy Pippin – chant
- Debbie Bresee – chant
- Wade Brown – chant
- Joey Pippin – chant

## Personnel
- Jerry Guidroz – ingénieur
- Ken Love – mastering
- Richard Mouser – mixing
- Thomas Ewerhard